# Etroplinae
Etroplinae – klad w randze podrodziny ryb pielęgnicowatych (Cichlidae). Obejmuje kilkanaście gatunków wyróżniających się znaczną modyfikacją przedniej części pęcherza pławnego oraz budową tylnej części mózgoczaszki. Wszystkie są gatunkami endemicznymi. Zgrupowano je w 3 rodzajach:
- Etroplus – endemity południowych Indii i Sri Lanki,
- Paretroplus – endemity Madagaskaru,
- Pseudetroplus – jedynym przedstawicielem jest żółtaczek (Pseudetroplus maculatus) – endemit Indii i Sri Lanki